# Mozăceni (gmina)

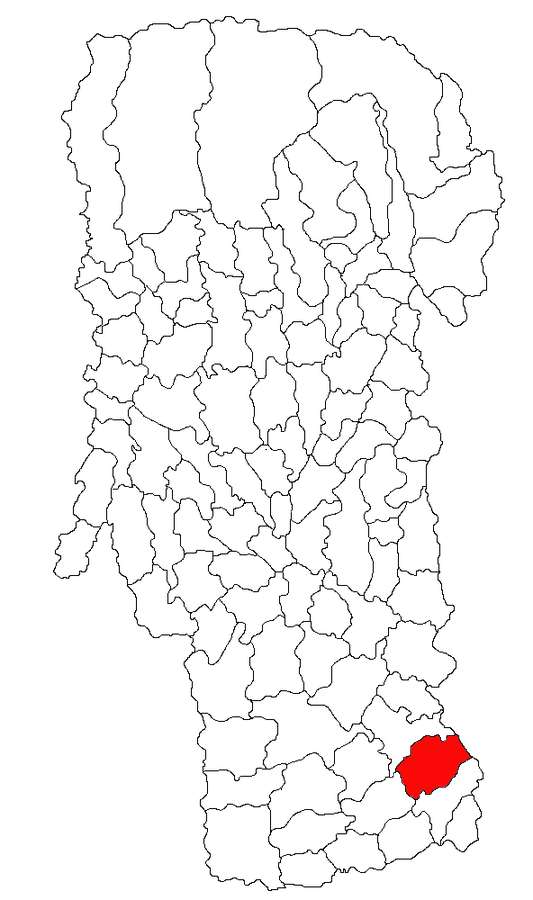
położenie gminy na mapie okręgu Ardżesz

Mozăceni – gmina w Rumunii, w okręgu Ardżesz. Obejmuje miejscowości Babaroaga, Mozăceni i Zidurile. W 2011 roku liczyła 2242 mieszkańców.